# Bradysia quadrispinistylata
Bradysia quadrispinistylata är en tvåvingeart som beskrevs av Shah Mashood Alam 1988. Bradysia quadrispinistylata ingår i släktet Bradysia och familjen sorgmyggor. Inga underarter finns listade i Catalogue of Life.